# Zhang Xueliang
Zhang Xueliang, född 3 juni 1901 i Haicheng, Fengtian, död 14 oktober 2001 i Honolulu, Hawaii, var en kinesisk politiker och krigsherre. Zhang Xueliang var son till den manchuriske krigsherren Zhang Zuolin och kallades ofta den "unge marskalken".
Efter faderns död 1928 övertog han dennes ställning som militärguvernör och diktator över Manchuriet med Mukden som residensstad. Till skillnad från fadern var han mindre benägen att gå Japans ärenden och lät 1928 ansluta Manchuriet till det nya republikanska regeringen i Nanking och blev ledamot i rikets högsta råd. 1931 invaderades hans land av Japan, och han tvingades av Chiang Kai-shek uppge landet utan motstånd.
Han fick i uppdrag att krossa kommunisterna i nordvästra Kina, men valde i stället att samarbeta med dessa för driva ut japanerna ur Kina, och lät 1936 tillfångata Chiang Kai-shek för att tvinga honom till strid mot Japan. Sedan Chiang Kai-shek frigivits lät han dock arrestera Zhang, som dömdes till 10 års fängelse. Domen omvandlades senare till "50 års sträng bevakning".
Den första tiden av sin husarrest tillbringade han i Chiang Kai-sheks hemstad Xikou, där han utvecklade en vänskap med dennes son Chiang Ching-kuo. När Kinas kommunistiska parti vann det kinesiska inbördeskriget 1949 följde han med nationalistregeringen till Taiwan. 1990 släpptes han ur sin fångenskap och flyttade till Hawaii med sin hustru, medan Sotheby's sålde hans konstsamling för flera miljoner dollar.